# U-53号潜艇 (1939年)
U-53号（德語：U 53）是纳粹德国战争海军建造的二十四艘VII-B型潜艇（或称U艇）之一。它由基尔的日耳曼尼亚船厂承建，于1939年5月6日下水，至同年6月24日交付使用。第二次世界大战期间，该艇曾执行过三次巡逻作战，共击沉7艘、击伤1艘同盟国或中立国商船，累积总吨位为35,338吨。1940年2月24日，U-53号在设得兰群岛以西的北大西洋遭英国驱逐舰廓尔喀号以深水炸弹击沉，艇内42名官兵全数阵亡。

## 设计
由于原有VII-A型潜艇的燃料容量有限而导致航程不足，战争海军于1936年又设计建造了24艘VII-B型潜艇作为改进版。为了提高操纵性和转向性能，他们在两副螺旋桨后部设计了两片舵，并增大舵面面积。VII-B型艇的内部空间更大，因此可在外部鞍状水舱内多装载33吨燃油。这种燃料舱是“自动加注”的——当柴油不断被消耗时，海水也不断进入该水舱以补偿浮力。艇艏和艇艉还设有纵倾平衡水舱，通过调整两端水量来防止潜艇在水下可能产生的纵倾和横摇。作为VII-B型艇，U-53号的全长增加了两米，达到66.50米，舷宽6.20米、高9.5米，并有4.74米的吃水深度，水上和水下排水量分别为753吨和857吨。该艇采用双轴设计，具有两副直径为1.23米的三叶螺旋桨。动力由两台曼恩生产的M6V 40/46型六缸四冲程1,400匹公制馬力（1,000千瓦特）涡轮增压柴油机用于水面运行，以及两台AEG提供的GU 460/8-276型375匹公制馬力（280千瓦特）双作用电动发电机用于水下航行；水面最高航速17.9節（33.2每小時），水下8節（15每小時）；能够在水面以10節（19每小時）航速续航8,700海里（16,100），或以4節（7.4每小時）连续在水下航行90海里（170）而无需充电。
武器装备方面，U-53号装备有五具内置式鱼雷发射管——艇艏四具、艇艉一具。相较于VII-A型艇，其艇艉的鱼雷发射管设计在耐压壳体内部、两片舵之间，鱼雷可以由此向外发射。在轮机舱甲板下方还配备了用于艇艉的鱼雷装填系统，耐压壳体与甲板室之间一前一后还设计有外置鱼雷贮存装置，因此U-53号的鱼雷储备和发射能力也得以提升，可携带14枚G7型鱼雷或最多26枚TMA型水雷（TMB型则为39枚）。此外，该艇还搭载有一门配备220发弹药的88毫米35式速射炮以及一门配备1,195发弹药20毫米30式高射炮作为甲板炮。其标准船员编制为4名军官及40－56名水兵。

## 历史
1936年11月21日，海军造舰局根据《英德海军协定》的要求，正式将十一艘VII-B型潜艇（U-45至U-55号）的建造合同发包予基尔的日耳曼尼亚船厂。其中U-53号于1937年3月13日开始铺设龙骨，建造序列为588。经过两年多的建造，它才于1939年5月6日下水，至同年6月24日在首度担任艇长的海军中尉迪特里希·克诺尔的指挥下交付使用。完成海试后，该艇加入驻基尔的“韦格纳”潜艇区舰队，先后担任作战艇和前线艇直至1939年12月31日。当U艇编制于1940年1月1日重组时，它又继续在驻基尔的第7潜艇区舰队担任前线艇，直至2月24日沉没。
第二次世界大战期间，U-53号曾执行过三次巡逻作战，共计击沉7艘、击伤1艘同盟国或中立国商船，累积总吨位为35,338吨。

### 第一及第二次巡逻
U-53号的前两次巡逻都是在海军上尉恩斯特-京特·海尼克的指挥下完成。他于1939年8月29日12:00率艇从基尔出发执行首次巡逻。穿过威廉皇帝运河后，该艇在爱尔兰岛西南部的北大西洋游弋。9月15日14:49，U-53号在法斯耐特岩西南偏西约150海里（280）处向无护航的英国油轮夏延号（Cheyenne）鸣炮示警，试图将其截停。但油轮使用无线电求救，无视十分钟后发出的第二次警告，因此海尼克用甲板炮开火，直到对方于15:20停船。在船长和36名船员分乘两艘救生艇弃船后，一枚鱼雷于15:44击中了舰桥下部，但即便七分钟后油轮在同一位置被第二枚鱼雷击中，导致后部断裂，它依旧维持漂浮。潜艇驶近救生艇询问幸存者，命令他们在残骸附近待命，同时试图拦截协助救援的英国商船罗斯西堡号（Rothesay Castle），先是发出艉部信号，然后鸣炮示警，但对方逃跑了。U-53号随后返回幸存者身边，告诉他们将被拖到爱尔兰海岸附近。就在海尼克向油轮残骸发射三枚炮弹将其击沉时，英国驱逐舰麦凯号抵达现场，用炮火迫使潜艇紧急下潜，并用几枚深水炸弹将其驱离。9月17日15:55，另一艘无护航的英国货轮卡菲里斯坦号（Kafiristan）又在克利尔角以西约350海里（650）处被U-53号的鱼雷击中。该船先是在15:42小时被第一枚鱼雷击中，最终于16:14遭遇致命一击而沉没。随后，从英国航空母舰勇敢号起飞的几架剑鱼式鱼雷轰炸机向潜艇开火，迫使它紧急下潜，导致留在甲板上的几名炮手丧生。勇敢号则于当天傍晚遭U-29号击沉。经过为期三十三天的航行，U-53号于9月30日06:45返抵基尔。
1939年10月21日19:30，U-53号离开基尔执行第二次巡逻。在穿过威廉皇帝运河并对照库克斯港的水雷地图航行后，该艇前往北大西洋和直布罗陀以西海域游弋，至11月30日19:55回到基尔。在这次为期四十一天的冒险后，海尼克未能击沉或击伤任何舰船。

### 第三次巡逻及沉没
拥有丰富指挥经验的海军少校哈拉尔德·格罗塞于1940年1月15日就任U-53号艇长，他率艇执行了第三次巡逻，于2月2日离开威廉港。两天后在黑尔戈兰岛附近进行试航期间，因发现陀螺仪损坏，该艇便驶入黑尔戈兰岛进行维修，随后于2月6日重新出发前往北大西洋游弋。2月11日11:00，独行的挪威货船斯内斯塔德号（Snestad）在赫布里底群岛以西约100海里（190）处被格罗塞发射的一枚鱼雷击中。在船员们分乘三艘救生艇弃船后，该船再遭致命一击，于三分钟内沉没。完工于1931年9月。当晚22:30，无护航的英国油轮帝国运输号（Imperial Transport）在从斯卡帕湾前往特立尼达的非规避航线上以12節（22每小時）的速度航行时，在刘易斯角西北偏西约200海里（370）处被U-53号的一枚鱼雷击中。油轮立即开始断成两截，前部在被击中后5分钟内完全脱离。后部其后则由数艘拖船合力拖抵克莱德湾。接下来几天，格罗塞的攻势继续，先是12日09:35在苏格兰以西发射鱼雷击沉了无护航的瑞典货船达拉勒号（Dalarö），一天后又在大致相同的位置击沉另一艘瑞典货船诺尔纳号（Norna）；独行的挪威货船马丁·戈尔德施密特号（Martin Goldschmidt）则是2月14日05:00在爱尔兰岛西北部被击沉。
2月18日04:20，U-53号在菲尼斯特雷角西南偏西约8海里（15）处发射鱼雷击沉了最后一个猎物——无护航的西班牙货船班德拉斯号（Banderas）。德国人误认为它是法国65-KS/10-RS号护航船队的的掉队者，但实际上它只是正好在船队后方沿着同一方向前进。六天后，即2月24日午夜过后不久，独自巡逻的英国驱逐舰廓尔喀号在设得兰群岛以西的北大西洋（60°32′N 06°14′W / 60.533°N 6.233°W）借助月光发现了U-53号。英国人立即进入冲撞航线，但后者在驱逐舰的转向轨迹中处于相反的航线并紧急下潜。廓尔喀号继而随机投掷深水炸弹保持压制。随后，驱逐舰通过潜艇探索器锁定U-53号，并发动了精心策划的攻击。它三次从潜艇上方越过，共投下十三枚深水炸弹，深度分别为45米和75米。当廓尔喀号重新装填准备进行第四次攻击时，潜艇探索器的回馈变得越来越弱，直到什么都听不到。U-53号已在550米深的水下消失无踪，艇内42名官兵无一幸存。

## 袭击历史摘要
| 日期          | 船名                | 船籍   | 吨位  | 结局 |
| ------------- | ------------------- | ------ | ----- | ---- |
| 1939年9月15日 | 夏延号              | 英国   | 8,825 | 击沉 |
| 1939年9月17日 | 卡菲里斯坦号        | 英国   | 5,193 | 击沉 |
| 1940年2月11日 | 斯内斯塔德号        | 挪威   | 4,114 | 击沉 |
| 1940年2月11日 | 帝国运输号          | 英国   | 8,022 | 击伤 |
| 1940年2月12日 | 达拉勒号            | 瑞典   | 3,927 | 击沉 |
| 1940年2月13日 | 诺尔纳号            | 瑞典   | 1,022 | 击沉 |
| 1940年2月14日 | 马丁·戈尔德施密特号 | 丹麦   | 2,095 | 击沉 |
| 1940年2月18日 | 班德拉斯号          | 西班牙 | 2,140 | 击沉 |

## 脚注
1. 1 2  加洛普，第72頁.
2. ↑  威廉生，第10頁.
3. 1 2  Gröner 1991，第43–44頁.
4. 1 2 3  . U-Boot-Archiv.   [2024-06-06]. （原始内容存档于2024-06-06）.
5. 1 2  Helgason, Guðmundur. . German U-boats of WWII - uboat.net.   [2024-06-06].
6. 1 2  Helgason, Guðmundur. . German U-boats of WWII - uboat.net.   [2024-06-06]. （原始内容存档于2021-12-06）.
7. ↑  Helgason, Guðmundur. . German U-boats of WWII - uboat.net.   [2024-06-06]. （原始内容存档于2020-09-24）.
8. ↑  Helgason, Guðmundur. . German U-boats of WWII - uboat.net.   [2024-06-06]. （原始内容存档于2020-08-14）.
9. ↑  Helgason, Guðmundur. . German U-boats of WWII - uboat.net.   [2024-06-06]. （原始内容存档于2022-01-18）.
10. ↑  Helgason, Guðmundur. . German U-boats of WWII - uboat.net.   [2024-06-06]. （原始内容存档于2022-01-21）.
11. ↑  Helgason, Guðmundur. . German U-boats of WWII - uboat.net.   [2024-06-06]. （原始内容存档于2022-01-21）.
12. ↑  Helgason, Guðmundur. . German U-boats of WWII - uboat.net.   [2024-06-06]. （原始内容存档于2020-08-05）.
13. ↑  Helgason, Guðmundur. . German U-boats of WWII - uboat.net.   [2024-06-06]. （原始内容存档于2020-09-25）.
14. ↑  Helgason, Guðmundur. . German U-boats of WWII - uboat.net.   [2024-06-06]. （原始内容存档于2020-09-25）.
15. ↑  Helgason, Guðmundur. . German U-boats of WWII - uboat.net.   [2024-06-06]. （原始内容存档于2020-09-28）.
16. ↑  Helgason, Guðmundur. . German U-boats of WWII - uboat.net.   [2024-06-06]. （原始内容存档于2020-08-08）.
17. ↑  Helgason, Guðmundur. . German U-boats of WWII - uboat.net.   [2024-06-06]. （原始内容存档于2021-01-26）.
18. ↑  Blair，第185頁.